# 미주리 브레이크
《미주리 브레이크》(영어: The Missouri Breaks)는 미국에서 제작된 아서 펜 감독의 1976년 서부극 영화이다. 말런 브랜도, 잭 니컬슨 등이 출연하였고, 엘리엇 캐스트너 등이 제작에 참여하였다.

## 출연진
- 말런 브랜도
- 잭 니컬슨
- 랜디 퀘이드
- 프레더릭 포러스트
- 해리 딘 스탠턴
- 존 매클리엄
- 존 라이언
- 캐슬린 로이드

## 기타 제작진
- 협력 제작: 매리언 로젠버그
- 미술: 앨버트 브레너
- 의상: 퍼트리샤 노리스